# Marvin Chávez
Marvin Antonio Chávez, conhecido somente como Marvin Chávez (La Ceiba, 3 de novembro de 1983), é um futebolista Hondurenho que atua como meia. Atualmente, joga pelo San Antonio Scorpions. Fez parte da seleção que disputou as edições de 2009 e  2013 da Copa Ouro da CONCACAF. Também foi convocado para a disputa da Copa do Mundo FIFA de 2014.

## Títulos

### FC Dallas
- Major League Soccer Conferência Oeste: 2010

### San José Earthquakes
- Major League Soccer Supporters' Shield: 2012